# 氟化汞
氟化汞是一种汞元素和氟元素形成无机化合物，化学式为HgF2，它的结构为复杂的空间层型网状结构。

## 性质
氟化汞溶于氢氟酸和稀硝酸。它在水中分解，并和水反应生成氧化汞和氢氟酸。氟化汞暴露于潮湿的空气中会变成黄色，如果长期放置可能变成红色。它与二硫化碳反应生成硫化汞和Hg(SCF3)2，见光易分解，因此需要黑暗的干燥箱中或在氮气等惰性气氛中进行处理。
氟化汞能与氟代乙烯发生加成反应，形成多种有机汞化合物。氟代丙烯也能发生类似的加成反应和取代反应。膦（例如三甲基膦、三乙基膦、三正丁基膦和三苯基膦）与氟化汞反应可以获得二氟代正膦：
R3P + HgF2 → R3PF2 + Hg

## 制法
氟化汞可由氧化汞与过量氢氟酸反应或F2与Hg直接化合而制得。也可在270℃的温度下用氟气氟化氯化汞或氧化汞，还可使无水氟化氢与上述两种物质反应制得。

## 用途
氟化汞作为一种温和氟化剂，在加热时下与多种金属或非金属的氧化物或氢氧化物反应，使它们转化为氟化物。它也可用作有机物的氟化剂。氟化汞能将烃基转化为-CX2F、-CXF2、-CHXF、-CHF2，少数情况下可以转化为三氟甲基。由于这种氟化剂的反应活性较弱，因此对溴代烃和碘代烃的反应效果较好，也比另一种先用作氟化剂的汞化合物氟化亚汞产率更高。